# Ковалёв, Константин Петрович
Константи́н Петро́вич Ковалёв (Ковалёв-Случевский) (род. 27 сентября 1955, Москва) —  российский писатель, историк, культуролог, телеведущий и путешественник.  Член Общественного совета при Министерстве культуры Российской Федерации. Член почётного комитета Центра русского языка и культуры (фр. Centre de Langue et Culture Russe, CLCR), Париж, Франция.

## Биография
Первые очерки и рассказы, литературно-критические и публицистические статьи писателя были напечатаны в 1978 году, в период работы (после окончания исторического факультета МГПИ) в издательстве «Литературной газеты» — корреспондентом отдела литературной жизни еженедельника «Литературная Россия». В начале 1980-х годов руководил Клубом любителей книги в Центральном Доме архитектора в Москве, редактировал «Альманах библиофила» и сборник «Встречи с книгой».
Во время перестройки за отличие в учёбе — единственный на отделение литературы и языка Академии наук СССР аспирант с Ленинской стипендией, а затем и научный сотрудник Института мировой литературы имени Горького РАН (ИМЛИ РАН), учёный секретарь Пушкинской комиссии и первый главный редактор издательства «Наследие» ИМЛИ РАН (с конца 1980-х и до середины 1990-х годов). Руководил также литературной частью МХАТ имени Горького.
Затем Ковалёв опубликовал книги прозы, в частности, в серии «ЖЗЛ», исторические романы, стихи, а также научные статьи, читал лекции за пределами России, принимал участие в научных обменах и конференциях, стажировался (Оксфордский университет, Институт гуманитарных наук в Париже — fr:Fondation Maison des sciences de l'homme, Школа учёных «Vita Nova» на острове Капри и др.). С 1991 года доктор философии (PhD) Института альтернативной медицины (Коломбо) и Международного университета комплементарной медицины (Москва).
В 1990-е и начале 2000-х годов известны традиционные вечера Константина Ковалёва в Российском фонде культуры, в музее храма Варвары Великомученицы на Варварке, в Оружейной палате и в Патриаршем дворце Московского Кремля, издательские проекты (среди них — журнал и веб-сайт «ПМЖ», журналы «Вояж» и «Вояж и отдых»), рассказы, очерки и путевые заметки, написанные во время поездок по всему миру.
Ковалёв избран почётным председателем жюри Международных литературно-творческих фестивалей русскоязычного зарубежья имени Чехова, которые регулярно проходят в Греции (полуостров Халкидики и Афины). Постоянный и многолетний руководитель литературной части жюри Всероссийского детского творческого конкурса «Заглянем в историю вместе».
В разное время (с 1987 года) Константин Ковалёв — автор и ведущий телепрограмм на Первом и других каналах: «Виват, Россия!», «Добрый вечер, Москва!», «Кофе со сливками», «Восемь с половиной», «Канон», «Полчаса о туризме», «Доброе утро», «На Огонёк», «Деловая Москва» и многих других. Стажировался в США (Вашингтон, Нью-Йорк, Милуоки, Чикаго) в числе шести телеведущих из России, отобранных Информационным агентством США (USIA).
Входит в число членов палаты попечителей Патриаршей литературной премии и попечительского совета Елисаветино-Сергиевского просветительского общества.
С 1981 года — член Союза журналистов СССР и России. С 1988 года — член Союза писателей СССР и России (ныне МГО) и Литературного фонда.
В 2005 году в канун 50-летия отмечен в Греции премией «За вклад в развитие русской литературы и цивилизации», а в октябре 2007 года — орденом «Гордость России»[значимость факта?]. Лауреат национальной премии «Лучшие книги года» (2007 и 2017 гг.)[значимость факта?], Всероссийской историко-литературной премии «Александр Невский» (2009)[значимость факта?] и премии Российской государственной библиотеки (2010)[значимость факта?].
Лауреат Патриаршей литературной премии 2018 года.

## Краткая библиография (из книг К.Ковалёва-Случевского)
- «Орфеи реки Невы» (премия Союза писателей СССР за 1-ю книгу молодого автора; ряд других премий). М., 1986.
- «Раевский» (ЖЗЛ, сб.). М., 1987.
- «Глагол таинственный». М., 1988.
- «Бортнянский» (ЖЗЛ). М., 1989. 2-е изд. — 1998.
- «Соло с боем для Большого Бена. Лондон: мини-путеводитель». М., 1997.
- «Бесконечный Париж. Никогда не дописанный guide». М., 1998.
- «Имена и лица русской культуры». М., 2005.
- «Виза на край света». М., 2005.
- «Савва Сторожевский. Факты и мифы, предания и гипотезы» (ЖЗЛ). М., 2007. 2-е изд. — 2008. Первая премия «Лучшие книги 2007 года» — победитель в номинации «Биографии» (учред. премии: Российская государственная библиотека, Русский биографический институт — Who’s Who in Russia, Литературная газета). Всероссийская историко-литературная премия «Александр Невский» (2009 г.).
- «Юрий Звенигородский, великий князь Московский» (ЖЗЛ). М., 2008. Отмечена жюри премии «Лучшие книги 2008 года». Всероссийская историко-литературная премия «Александр Невский» (2009 г.).
- «Преподобный Савва и великие битвы Средневековой Руси». М., 2009.
- «Звенигород и Звенигородская Русь. Сокровища подмосковной цивилизации. Исторические рассказы, очерки и расследования». М., 2009. Всероссийская историко-литературная премия «Александр Невский» (2009 г.). Премия Российской Государственной Библиотеки (РГБ) - 2010 год.
- «Другая Рублёвка. Тайны Царского пути. Виртуальное путешествие во времени и пространстве». М., 2009.
- «Новейший Звенигородский Летописец. Необычная история России». М., 2010.
- «Город, не сдавшийся врагу. Звенигород и Звенигородское направление обороны в октябре-декабре 1941 г. Взгляд с обеих сторон». М., 2011.
- «Тележурналистика XXI века. Настольная книга для познания современного ТВ». М., 2012.
- «Святые Людмила и Вячеслав Чешские. Жизнеописание и деяния». М., Бослен, 2017. Первая премия «Лучшие книги 2017 года» — победитель в номинации «История» (учред. премии: Российская государственная библиотека, Русский биографический институт — Who’s Who in Russia, Литературная газета).
- «Загадки древних крюков. Исторические рассказы о русских певческих иероглифах». М., 2018.
- «Евфросиния Московская, княгиня-заступница. Жизнеописание вдовы Дмитрия Донского». М., 2018.
- «Настольная книга путешественника. Путёвые советы и рекомендации искателям приключений». М., 2018.
- «Модест Мусоргский. Повесть». М., 2018.
- «Евдокия Московская. Жизнеописание святой Евфросинии, великой княгини, жены и вдовы Дмитрия Донского» (ЖЗЛ). М., 2018.
- «Шпага генерала Раевского. Исторические рассказы для детей». М., 2019.
- «Николай Чудотворец. Санта Клаус и Русский Бог: Хожение в Житие» (ЖЗЛ). М.: Молодая гвардия, 2019. - ISBN 978-5-235-04342-8.
- «Москва. Запад. 1941. Западное направление обороны Москвы". М.: Галерия, 2020.
- «Георгий Победоносец. Жизнеописание и деяния" (ЖЗЛ). М.: Молодая гвардия, 2020.

## Фильмография (из ТВ)
Автор и ведущий фильмов по истории культуры России (цикл «Виват, Россия!»), показанных 1-м телеканалом страны (продолж. 40-50 мин):
- «Музыкальный Град Китеж» (забытые страницы музыкальной культуры).
- «Загадки древних крюков» (о расшифровке древней нотации).
- «Начала христианской культуры» (Киевская и Новгородская Русь).
- «Дорога из вечности» (Николай Львов: политик, архитектор, историк музыки, XVIII век).
- «Орфей реки Невы» (композитор Дмитрий Бортнянский и его эпоха, XVIII век, в 2-х сериях).
- «Гимны Российского государства» (впервые исполнены все исторические Гимны России, автором предложен в качестве государственного Гимн М. И. Глинки, который благодаря фильму был сразу принят, но позднее отменён), и др.

## Критика
Книги К. Ковалёва «Савва Сторожевский» и «Юрий Звенигородский» подверглись серьезной критике в статьях Д. А. Седова «О новейших примерах фальсификации истории Звенигорода», К. А. Аверьянова «Бывает ли в истории сослагательное наклонение?», А. В. Абрамова «О книге К. П. Ковалёва «Савва Сторожевский. Жизнеописание: факты и мифы, предания и гипотезы» », опубликованных в «Сборнике трудов по истории Звенигородского края. Саввинские чтения. Выпуск 2. Составитель Д. А. Седов. Звенигород: «Лето», 2010.».
Жизнеописания "Савва Сторожевский" и "Юрий Звенигородский", изданные в серии "Жизнь замечательных людей", были высоко оценены Святейшим Патриархом Алексием II, который, в частности, писал, что выход этих книг стал "не только общецерковным, но и литературным событием, и послужит делу единения и укрепления всего нашего общества в вере, благоусердии и любви к ближним и к своему Отечеству".